# Erycia nigricosta
Erycia nigricosta là một loài ruồi trong họ Tachinidae.